# John Kocinski
John Kocinski   (Little Rock, 20 de març de 1968) és un antic pilot de motociclisme nord-americà que va ser Campió del Món de 250cc l'any 1990 i de Superbike l'any 1997. El 2015 va ser incorporat al Saló de la Fama de la Motocicleta de l'AMA.

## Carrera esportiva

### Primers anys
A només disset anys, Kocinski ja era pilot de fàbrica de Yamaha a la Copa del Campionat AMA. De 1987 a 1989 va guanyar tres campionats de velocitat AMA de 250cc seguits. El 1988 va obtenir la pole position al Gran Premi dels Estats Units de 250cc i va acabar la cursa en quart lloc. Aquell any mateix va quedar cinquè al Gran Premi del Japó de 250cc. El 1989 va guanyar la cursa de Supersport a Daytona després d'haver començat el cinquanta-tresè enmig de vuitanta pilots.

### Èxits internacionals

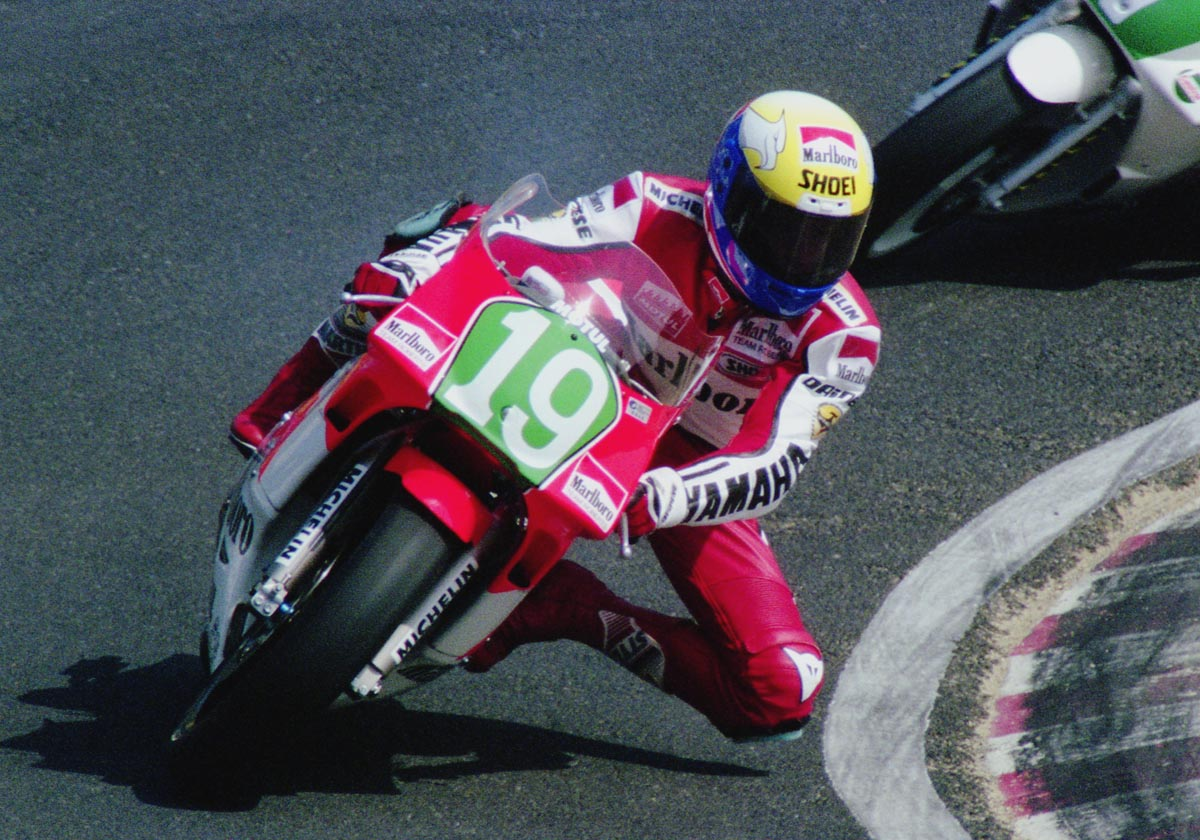
Amb la Yamaha YZR250 al GP del Japó de 1990

El 1989, Kocinski va competir en quatre campionats diferents, entre ells el mundial de 500cc, però el seu èxit més destacat va ser guanyar el Campionat del Món de 250cc en la seva primera temporada completa amb una Yamaha YZR250 del Team Roberts. Durant els dos anys següents es va centrar en els 500cc i hi va acabar quart i tercer respectivament, amb victòria a la ronda final en ambdues temporades. Després de caure quan tenia possibilitats de victòria al Gran Premi dels Estats Units de 1991, a Laguna Seca, Kocinski estava tan molest que se'n va anar del circuit conduint de forma temerària i es va negar a aturar-se quan el va aturar un policia; va ser detingut i condemnat a treballs comunitaris.
Durant el seu primer any a la classe de 500cc, Kocinski va dir reiteradament als periodistes que si un pilot no havia guanyat el Campionat del Món en els dos anys posteriors al seu debut hauria de renunciar a les competicions. Aquestes declaracions van perseguir l'americà tota la seva carrera, ja que va competir a la màxima categoria durant més de sis temporades sense arribar a ser-ne mai campió i sovint, al llarg dels anys, li van retreure el seu comentari.
Kocinski va començar la temporada del 1993 als 250cc i va aconseguir per a Suzuki el primer podi de la marca en aquesta cilindrada, però a mitjan temporada va tornar als 500cc després de partir peres amb l'equip i passar a Cagiva, per a la qual va aconseguir la primera victòria de la marca als 500cc (sense pluja) a Laguna Seca; finalment va quedar onzè de la general amb només quatre curses disputades. Va encetar el 1994 amb una victòria al Gran Premi d'Austràlia i va acabar la temporada en tercer lloc final. Després que Cagiva es retirés dels Grans Premis, Kocinski es va dedicar com a professional a l'esquí aquàtic.

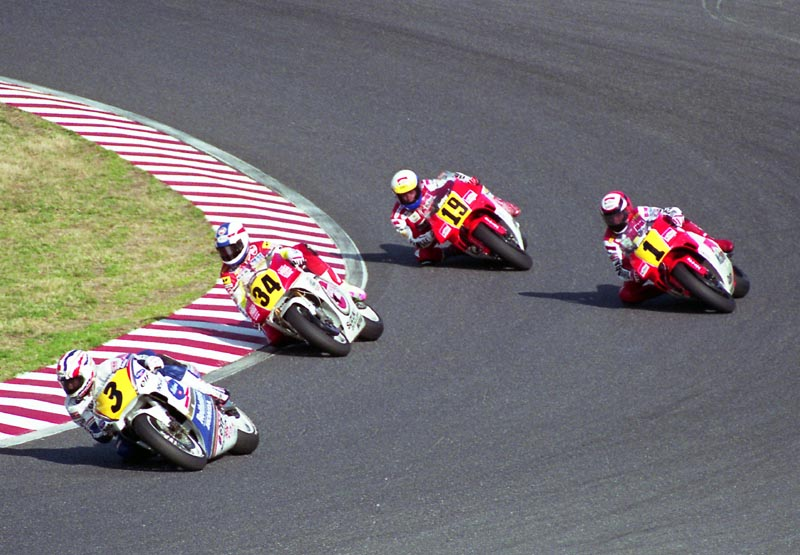
Mick Doohan (3) davant de Kevin Schwantz (34), Wayne Rainey (1) i John Kocinski (19) al GP del Japó de 1991

### Etapa final
Kocinski va tornar a les curses de motociclisme internacionals el 1996 com a pilot de fàbrica de Ducati al mundial de Superbike i va estar a prop de guanyar el títol en el seu primer intent, tot i haver-se barallat amb Ducati durant la temporada. El 1997 es va incorporar a l'equip de fàbrica Castrol Honda i va guanyar el títol amb nou victòries i set podis. A l'última ronda de la temporada, al circuit de Sentul (Indonèsia), Kocinski anava primer davant del seu company d'equip Aaron Slight a l'última volta de la primera cursa. Slight necessitava guanyar la cursa per a acabar subcampió del món i fer que Castrol Honda ocupés les dues primeres places del campionat i, malgrat que el neozelandès va avançar a Kocinski en començar la volta, el nord-americà va tornar a avançar-lo en una maniobra que gairebé va fer caure la roda anterior de Slight i va guanyar la cursa; Slight, doncs, va acabar tercer al campionat. Aquesta acció va fer que Kocinski es barallés amb l'equip i amb Slight.
Kocinski va tornar al campionat del món de 500cc el 1998 amb l'equip Movistar Honda de Sito Pons i el 1999 amb l'equip sense patrocinadors d'Erv Kanemoto, però no va aconseguir guanyar cap cursa. El 2000 va disputar el campionat AMA amb l'equip Vance & Hines Ducati i durant els dos anys següents amb Yamaha, abans de retirar-se. A data de 2009 feia de promotor immobiliari a Beverly Hills, Califòrnia.
Al gener del 2008 es va informar que Kocinski havia estat cercant un equip professional per a seguir els campionats AMA de Superbike i 250cc.

## Resultats al Mundial de motociclisme
Barem de puntuació de 1988 a 1991:
| Posició | 1  | 2  | 3  | 4  | 5  | 6  | 7 | 8 | 9 | 10 | 11 | 12 | 13 | 14 | 15 |
| Punts   | 20 | 17 | 15 | 13 | 11 | 10 | 9 | 8 | 7 | 6  | 5  | 4  | 3  | 2  | 1  |

Barem de puntuació de 1992:
| Posició | 1  | 2  | 3  | 4  | 5 | 6 | 7 | 8 | 9 | 10 |
| Punts   | 20 | 15 | 12 | 10 | 8 | 6 | 4 | 3 | 2 | 1  |

Barem de puntuació de 1993 ençà:
| Posició | 1  | 2  | 3  | 4  | 5  | 6  | 7 | 8 | 9 | 10 | 11 | 12 | 13 | 14 | 15 |
| Punts   | 25 | 20 | 16 | 13 | 11 | 10 | 9 | 8 | 7 | 6  | 5  | 4  | 3  | 2  | 1  |

(Ids. Grans Premis | Llegenda) (Curses en negreta indiquen pole; curses en  itàlica indiquen volta ràpida)
| Any  | Categoria | Equip               | Moto   | 1      | 2       | 3      | 4     | 5      | 6       | 7     | 8      | 9     | 10     | 11     | 12    | 13     | 14     | 15     | 16    | Punts | Posició | Victòries |
| ---- | --------- | ------------------- | ------ | ------ | ------- | ------ | ----- | ------ | ------- | ----- | ------ | ----- | ------ | ------ | ----- | ------ | ------ | ------ | ----- | ----- | ------- | --------- |
| 1988 | 250cc     | Marlboro-Yamaha     | TZ250  | JPN 5  | USA 4   | ESP -  | EXP - | NAT NC | GER NC  | AUT - | DTT -  | BEL - | YUG -  | FRA -  | GBR - | SWE -  | CSR -  | BRA -  |       | 24    | 19è     | 0         |
| 1989 | 250cc     | Marlboro-Yamaha     | TZ250  | JPN 1  | AUS -   | USA 1  | ESP - | NAT -  | GER -   | AUT - | YUG -  | DTT - | BEL -  | FRA -  | GBR - | SWE -  | CSR -  | BRA -  |       | 40    | 14è     | 2         |
| 1989 | 500cc     | Marlboro-Yamaha     | YZR500 | JPN -  | AUS -   | USA -  | ESP - | NAT -  | GER -   | AUT - | YUG -  | DTT - | BEL 5  | FRA -  | GBR - | SWE -  | CSR -  | BRA -  |       | 5.5   | 35è     | 0         |
| 1990 | 250cc     | Marlboro-Yamaha     | TZ250  | JPN 14 | USA 1   | ESP 1  | NAT 1 | GER 3  | AUT 3   | YUG 2 | DTT 1  | BEL 1 | FRA NC | GBR NC | SWE 2 | CSR 2  | HUN 1  | AUS 1  |       | 223   | 1r      | 7         |
| 1991 | 500cc     | Marlboro-Yamaha     | YZR500 | JPN 4  | AUS 3   | USA NC | ESP 2 | ITA 2  | GER NC  | AUT 9 | EUR 5  | DTT 6 | FRA NC | GBR 4  | SM 6  | CSR 3  | VDM 4  | MAL 1  |       | 161   | 4t      | 1         |
| 1992 | 500cc     | Marlboro-Yamaha     | YZR500 | JPN NC | AUS NVC | MAL -  | ESP 5 | ITA 3  | EUR 5   | GER 5 | DTT 2  | HUN 7 | FRA 3  | GBR NC | BRA 2 | RSA 1  |        |        |       | 102   | 3r      | 1         |
| 1993 | 250cc     | Lucky Strike Suzuki | RGV250 | AUS 2  | MAL 5   | JPN 9  | ESP 4 | AUT 7  | GER 12  | DTT 3 | EUR -  | SM -  | GBR -  | CZE -  | ITA - | USA -  | FIM -  |        |       | 80    | 12è     | 0         |
| 1993 | 500cc     | Cagiva              | GP500  | AUS -  | MAL -   | JPN -  | ESP - | AUT -  | GER -   | DTT - | EUR -  | SM -  | GBR -  | CZE 4  | ITA 4 | USA 1  | FIM NC |        |       | 51    | 11è     | 1         |
| 1994 | 500cc     | Cagiva              | GP500  | AUS 1  | MAL 2   | JPN 9  | ESP 3 | AUT 5  | GER NC  | DTT 8 | ITA NC | FRA 2 | GBR 4  | CZE NC | USA 2 | ARG 3  | EUR 3  |        |       | 172   | 3r      | 1         |
| 1998 | 500cc     | Pons Racing-Honda   | NSR500 | JPN 13 | MAL 5   | ESP 11 | ITA 5 | FRA 4  | MAD Ret | DTT - | GBR -  | GER - | CZE 15 | IMO 13 | CAT 9 | AUS 12 | ARG 10 |        |       | 64    | 12è     | 0         |
| 1999 | 500cc     | Kanemoto-Honda      | NSR500 | MAL NC | JPN NC  | ESP 6  | FRA 2 | ITA 8  | CAT 9   | DTT 7 | GBR 9  | GER 5 | CZE 14 | IMO 8  | VAL 8 | AUS 9  | RSA 10 | BRA 13 | ARG 7 | 115   | 8è      | 0         |

## Resultats al Mundial de Superbike
(Ids. Rondes | Llegenda) (Curses en negreta indiquen pole; curses en  itàlica indiquen volta ràpida)
| Any  | Moto   | SM  | SM  | GBR | GBR | GER | GER | ITA | ITA | CZE | CZE | USA | USA | EUR | EUR | INA | INA | JPN | JPN | NED | NED | ESP | ESP | AUS | AUS | Pos | Pts |  |
| Any  | Moto   | C1  | C2  | C1  | C2  | C1  | C2  | C1  | C2  | C1  | C2  | C1  | C2  | C1  | C2  | C1  | C2  | C1  | C2  | C1  | C2  | C1  | C2  | C1  | C2  | Pos | Pts |  |
| ---- | ------ | --- | --- | --- | --- | --- | --- | --- | --- | --- | --- | --- | --- | --- | --- | --- | --- | --- | --- | --- | --- | --- | --- | --- | --- | --- | --- |  |
| 1996 | Ducati | 1   | 1   | 7   | 6   | 2   | 3   | Ret | Ret | 4   | 6   | 1   | 12  | 3   | Ret | 1   | 1   | 5   | 2   | 5   | 3   | 3   | 2   | 7   | 5   | 3r  | 337 |  |
|      |        | AUS | AUS | SM  | SM  | GBR | GBR | GER | GER | ITA | ITA | USA | USA | EUR | EUR | AUT | AUT | NED | NED | ESP | ESP | JPN | JPN | INA | INA |     |     |  |
| C1   | C2     | C1  | C2  | C1  | C2  | C1  | C2  | C1  | C2  | C1  | C2  | C1  | C2  | C1  | C2  | C1  | C2  | C1  | C2  | C1  | C2  | C1  | C2  |     |     |     |     |  |
| 1997 | Honda  | 1   | 7   | 2   | 1   | 10  | 5   | 2   | 14  | 1   | 2   | 1   | 1   | 3   | 2   | 5   | 3   | 1   | 3   | 1   | 1   | 9   | 3   | 1   | Ret | 1r  | 416 |  |